# Джино Колауссі
Джино Колауссі (італ. Gino Colaussi; 4 березня 1914, Градіска-д'Ізонцо — 27 липня 1991, Трієст) — італійський футболіст, фланговий півзахисник. По завершенні ігрової кар'єри — футбольний тренер.
Як гравець насамперед відомий виступами за клуби «Трієстина» та «Ювентус», а також національну збірну Італії.
У складі збірної — чемпіон світу.

## Клубна кар'єра
У дорослому футболі дебютував 1930 року виступами за команду клубу «Трієстина», в якій провів десять сезонів, взявши участь у 248 матчах чемпіонату. Більшість часу, проведеного у складі «Трієстини», був основним гравцем команди.
Своєю грою за цю команду привернув увагу представників тренерського штабу клубу «Ювентус», до складу якого приєднався 1940 року. Відіграв за «стару синьйору» наступні два сезони своєї ігрової кар'єри.
Згодом з 1942 по 1946 рік грав у складі команд клубів «Віченца» та «Трієстина».
Завершив професійну ігрову кар'єру у клубі «Падова», за команду якого виступав протягом 1946—1948 років.

## Виступи за збірну
1935 року дебютував в офіційних матчах у складі національної збірної Італії. Протягом кар'єри у національній команді, яка тривала 6 років, провів у формі головної команди країни 25 матчів, забивши 15 голів.
У складі збірної був учасником чемпіонату світу 1938 року у Франції, здобувши того року титул чемпіона світу. В фінальному матчі забив два голи.

## Кар'єра тренера
Розпочав тренерську кар'єру невдовзі по завершенні кар'єри гравця, 1949 року, очоливши тренерський штаб клубу «Тернана».
В подальшому очолював команди клубів «Кампобассо» та «Таррос».
Останнім місцем тренерської роботи був клуб «Ольбія», команду якого Джино Колауссі очолював як головний тренер.
| Дата       | Місто     | Господарі      | Результат | Гості          | Турнір                   | Голи | Примітки       |
| ---------- | --------- | -------------- | --------- | -------------- | ------------------------ | ---- | -------------- |
| 27/10/1935 | Прага     | Чехословаччина | 2 – 1     | Італія         | Кубок Центральної Європи | -    |                |
| 24/11/1935 | Мілан     | Італія         | 2 – 2     | Угорщина       | Кубок Центральної Європи | 1    |                |
| 05/04/1936 | Цюрих     | Швейцарія      | 1 – 2     | Італія         | товариський матч         | 1    |                |
| 31/05/1936 | Будапешт  | Угорщина       | 1 – 2     | Італія         | товариський матч         | -    |                |
| 25/10/1936 | Мілан     | Італія         | 4 – 2     | Швейцарія      | Кубок Центральної Європи | -    |                |
| 15/11/1936 | Берлін    | Німеччина      | 2 – 2     | Італія         | товариський матч         | 1    |                |
| 13/12/1936 | Генуя     | Італія         | 2 – 0     | Чехословаччина | товариський матч         | -    |                |
| 25/04/1937 | Турин     | Італія         | 2 – 0     | Угорщина       | Кубок Центральної Європи | 1    |                |
| 23/05/1937 | Прага     | Чехословаччина | 0 – 1     | Італія         | Кубок Центральної Європи | -    |                |
| 27/05/1937 | Осло      | Норвегія       | 1 – 3     | Італія         | товариський матч         | -    |                |
| 31/10/1937 | Женева    | Швейцарія      | 2 – 2     | Італія         | Кубок Центральної Європи | -    |                |
| 22/05/1938 | Генуя     | Італія         | 4 – 0     | Югославія      | товариський матч         | 1    |                |
| 12/06/1938 | Париж     | Франція        | 1 – 3     | Італія         | ЧС 1938 - чвертьфінал    | 1    |                |
| 16/06/1938 | Марсель   | Бразилія       | 1 – 2     | Італія         | ЧС 1938 - півфінал       | 1    |                |
| 19/06/1938 | Париж     | Угорщина       | 2 – 4     | Італія         | ЧС 1938 - Фінал          | 2    | чемпіони світу |
| 20/11/1938 | Болонья   | Італія         | 2 – 0     | Швейцарія      | товариський матч         | 1    |                |
| 04/12/1938 | Неаполь   | Італія         | 1 – 0     | Франція        | товариський матч         | -    |                |
| 26/03/1939 | Флоренція | Італія         | 3 – 2     | Німеччина      | товариський матч         | -    |                |
| 13/05/1939 | Мілан     | Італія         | 2 – 2     | Англія         | товариський матч         | -    |                |
| 04/06/1939 | Белград   | Югославія      | 1 – 2     | Італія         | товариський матч         | 1    |                |
| 08/06/1939 | Будапешт  | Угорщина       | 1 – 3     | Італія         | товариський матч         | 2    |                |
| 11/06/1939 | Бухарест  | Румунія        | 0 – 1     | Італія         | товариський матч         | 1    |                |
| 20/07/1939 | Гельсінкі | Фінляндія      | 2 – 3     | Італія         | товариський матч         | -    |                |
| 26/11/1939 | Берлін    | Німеччина      | 5 – 2     | Італія         | товариський матч         | -    |                |
| 05/05/1940 | Мілан     | Італія         | 3 – 2     | Німеччина      | товариський матч         | 1    |                |
| Усього     |           | Матчів         | 25        |                | Голів (15 місце)         | 15   |                |

## Титули і досягнення
- Чемпіон світу (1):

1938